# Sanary-sur-Mer
Sanary-sur-Mer – miejscowość i gmina we Francji, w regionie Prowansja-Alpy-Lazurowe Wybrzeże, w departamencie Var.
Według danych na rok 1990 gminę zamieszkiwało 14 730 osób, a gęstość zaludnienia wynosiła 766 osób/km² (wśród 963 gmin regionu Prowansja-Alpy-W. Lazurowe Sanary-sur-Mer plasuje się na 47. miejscu pod względem liczby ludności, natomiast pod względem powierzchni na miejscu 510.).
Obszar gminy jest częścią apelacji winiarskiej AOC Bandol.

## Współpraca
- Luino, Włochy
- Bad Säckingen, Niemcy
- Purkersdorf, Austria
- Kościerzyna, Polska
- Nogińsk, Rosja